# Dunas costeras bonaerenses

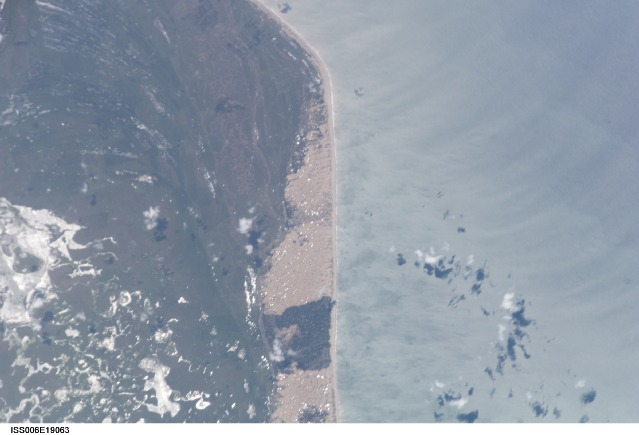
Foto satelital de la zona de Punta Médanos, donde se observan las dunas vivas con pastizal sammófilo, y al interior la vegetación característica de la cuenca del Salado.

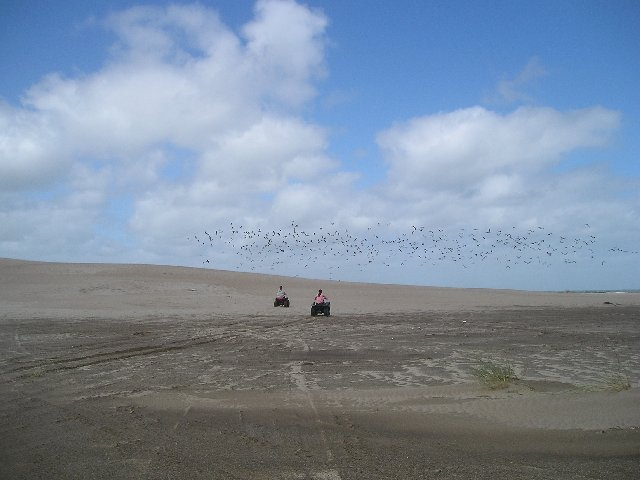
Dunas vivas de Villa Gesell con escaso pastizal sammófilo.

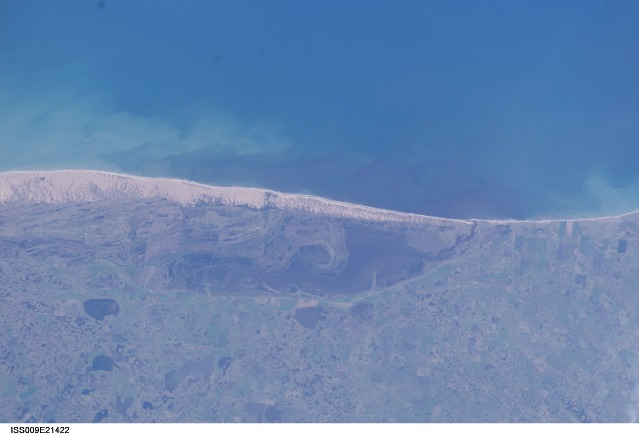
Foto satelital de la albufera de Mar Chiquita.

Se denomina dunas costeras bonaerenses a un ecosistema terrestre que se ubica sobre una franja de ancho variable que ribetea las costas del mar Argentino acompañando al litoral marítimo de la provincia de Buenos Aires, en el centro-este de la Argentina. Se asienta sobre suelos con elevado porcentaje de arena, presentando características geoformas en forma de dunas o médanos, tanto fósiles —los ubicados hacia el interior—, como vivos —en las exposiciones más próximas a la ribera marítima—. 
Estas formaciones de notables características escénicas, cumplen funciones claves en el ambiente costero. Además de poseer una comunidad particular (con algunos endemismos) desempeña irreemplazables funciones de protección
costera frente a la erosión por el oleaje marino (particularmente
durante las tormentas), y garantiza constantes aportes de arena que implican el natural reabastecimiento de las playas, lo que permite que estas sean amplias (ideales para el turismo de tipo balneario y de recreación) incluyendo la función de captación en acuíferos costeros del agua de lluvia.

## Características físicas

### Situación geográfica
Los cordones dunícolas que lo conforman se distribuyen en su totalidad en la provincia de Buenos Aires, contorneando las costas del mar Argentino del océano Atlántico. Constituye una lonja arenosa recostada sobre el litoral de una longitud aproximada de 600 km, con proyecciones hacia el sur por otros 250 km. La anchura generalmente va desde varios cientos de metros hasta 8 kilómetros (en el campo de dunas de Coronel Dorrego). Los médanos de la región se formaron como resultado de 3 generaciones sucesivas, siguiendo un patrón a escala global asociado a los ascensos y descensos del nivel marino: 6000-4000 años AP, 3500-3000 años AP y 1600-500 años AP.

## Secciones
Comprende dos sectores o barreras principales (y uno secundario), separados entre sí. Las dos barreras principales poseen diferencias morfológicas y evolutivas que las distinguen; además, poseen diferentes condiciones climáticas, tanto actuales como en sus procesos de origen.

### “Barrera medanosa Oriental”
La “barrera medanosa oriental” o “barrera medanosa norte” se sitúa en el este provincial colindante con costas marinas bajas, y discurre entre el extremo septentrional de la costa marítima argentina (punta Rasa) hasta la boca de la laguna Mar Chiquita, prolongándose de alguna manera sobre los acantilados costeros de limos pampeanos entoscados hasta la zona donde se encuentra emplazada la ciudad de Mar del Plata, en el partido de General Pueyrredón, donde las lomadas arenosas se interrumpían naturalmente al interponerse el extremo austral del sistema de Tandilia con afloramientos de ortocuarcitas. 
Al oeste del cordón costero se desarrolla la llanura continental, de suelos limoso-arcillosos con cotas inferiores a 5 m s. n. m., de escasa pendiente e inundable, generando lagunas y bañados que para drenar su escorrentía no pueden volcarla de manera directa hacia el mar ya que la barrera arenosa aquí es continua (carece de cursos fluviales que logren cortarla); por esta razón, las cañadas y arroyos deben torcer su recorrido, drenando lentamente sus aguas hacia el norte (bahía de Samborombón) o hacia el sur, en dirección a la albúfera de Mar Chiquita. Esta barrera se ha desarrollado con posterioridad a la última fluctuación del nivel del mar durante el holoceno, estimándose que en algunos sectores (como en Villa Gesell) los médanos tendrían solo 540 años de antigüedad. Posee una superficie total de 530 km².
La alteración antrópica ha sido masiva, perdiéndose sus rasgos estructurales en gran parte de las áreas septentrionales y medias (las más urbanizadas), solo conservando sus rasgos originales en su porción sur.

### “Barrera medanosa Austral”
El otro segmento arranca a pocos kilómetros al sur del anterior (Miramar), y continúa hacia mayores latitudes en dirección sudoeste y luego este, hasta alcanzar la zona próxima a Bahía Blanca, donde el cordón dunícola es interrumpido por un sistema estuarial. En algunos sectores, la continuidad de esta barrera se ve entrecorta por la presencia de acantilados erosionables, ubicados principalmente en el tramo Mar Chiquita-Miramar, en las inmediaciones de Necochea y en las barrancas al oeste de Pehuen-Có. Interrupciones más puntuales se producen más frecuentemente por causa de las desembocaduras en el mar de arroyos y ríos que nacen en las laderas de los sistemas de Tandilia y Ventania o en la pampa interpuesta entre ambos.
En esta sección los médanos están mayormente colgados sobre acantilados bajos limo-arenosos, con origen en el Plioceno-Pleistoceno.
Esta región está formada por campos de dunas que abarcan un total de 1428 km². Con respecto a la sección anterior, la actividad antrópica es notablemente inferior por lo que conserva en mucha mayor medida las características propias de la dinámica natural del ecosistema. Además, paisajísticamente posee una mayor complejidad estructural, presentándose conformada por una ancha serie paralela de varias generaciones históricas de médanos, si bien todos son originados en el Cuaternario, su edad disminuye al aproximarse a la costa. El proceso de transformación de dunas por fijación natural se encuentra en diferentes estadios, por lo que se observan barjanes, dunas parabólicas, campos de muy baja actividad con extensos espacios interdunales, campos de arena con discontinuas dunas parabólicas o montículos, etc.

### “Barrera medanosa Patagones”
Una tercera barrera de menor importancia se ubica al sur de la anterior. En parte se encuentra colgada sobre acantilados (como el tramo de cadena dunícola entre el faro Segunda Barranca y la punta Rubia). Al sur de Bahía Blanca los cordones de dunas se continúan, pero con importantes interrupciones, siendo entrecortados por albuferas, por el delta del río Colorado,  y por la boca del río Negro, y con un aumento importante de la aridez. Continúan de algún modo en el este de la provincia de Río Negro, pero perdiendo parte de sus características y peculiaridades que presentan en las posiciones bonaerenses.

### Relieve
La monotonía del horizonte de la llanura pampeana es cortada por la presencia de otro ambiente geomorfológico: los cordones medanosos litorales, con alturas desde pocos metros hasta unos 60 m s. n. m.. Generalmente forman cordones perpendiculares a la costa, con sectores interdunícoas donde se sitúan pastizales o lagunas temporarias, con suelos de mejor calidad. En estos sectores, la mayor disponibilidad de agua dulce (capturada de las lluvias por las arenas) hace que presenten una vegetación más alta y densa. Se observan campos de dunas con crestas barjanoides o dunas transversales, montículos de arena, cordones de dunas, amplios mantos de arena, geoformas de erosión eólica como dunas en voladura, cubetas de deflación, etc.
En la zona media del sistema dunícola los médanos se cuelgan sobre los depósitos líticos de la porción final del sistema de Tandilia, que allí se presenta solo con lomas rocosas y potentes acantilados que caen a pique sobre las aguas marinas. En la sección austral frecuentemente se cuelgan sobre depósitos cuaternarios de pocos metros de altura, como ocurre en el litoral entre Quequén y Costa Bonita.
El transporte de arena y la alimentación de los médanos litorales posee una estabilidad climática e hidrodinámica desde hace alrededor de 6000 años.
Este sistema es afectado por distintas causas: el viento que corre desde el sudoeste o sur, hace circular la arena de los médanos vivos trasladándola por la lonja arenosa hacía menores latitudes. El oleaje deposita arena en las playas y las brisas marinas la arrastra hacia el interior continental, alejándola de la costa, a la vez que relacionan a los médanos vivos del primer frente con la arena que circula por la deriva litoral (que acompaña la cota discurriendo de sur a norte) así como la contenida en los primeros cientos de metros de fondos costeros. De este modo las primeras dunas vivas actúan como depósitos de la arena marina, la que se va acumulando allí durante meses para ser retirada bruscamente durante los eventos episódicos de sudestadas o tormentas del sur. Es un eterno ciclo sedimentario que aúna las extracciones violentas con las reposiciones lentas.
Las lluvias lavan el contenido salino que las arenas portan, así como el que es incorporado por la bruma marina.

### Suelos
La formación de los médanos que estructuran este ecosistema son posiblemente el resultado de descensos del nivel marino, que habrían dejado al descubierto grandes volúmenes de sedimentos arenosos los que, expuestos a los vientos, progresivamente migraron tierra adentro, colmatando lagunas costeras, marismas y estuarios, y sepultando barrancas y acantilados.
Sus suelos presentan las características de los del tipo psammofítico: una gradación granulométrica alta generada por texturas arenosas en todo el perfil, lo que redunda en limitaciones agropecuarias por su menor capacidad de retención de agua, sumadas al hecho de ser muy pobres en contenidos de materia orgánica y fertilidad. 
Los cordones medanosos más próximos al mar poseen todo su perfil integrado por arena con alta proporción de fragmentos de organismos calcáreos. Los médanos van aumentando la proporción de humus a medida que se distancian del mar, ya que son colonizados por la vegetación lo que impide el movimiento de las dunas vivas a la vez que esta misma crea una capa superficial de mayor contenido orgánico. Los cordones más australes poseen un mayor porcentaje de grava.
En los médanos que colindan con la playa marina la granulometría de estas arenas generalmente va de mediana a gruesa. Está integrada por minerales pesados (como augita, zaircón, granate, hipersteno, hornblenda, etc.), por minerales livianos (como conchillas, elementos líticos de pastas volcánicas, cuarzo, feldespatos, etc.) y por minerales opacos (como ilmenita, hematita, magnetita, titanomagnetita, etc.); estos últimos especialmente en la zona de Claromecó y de la bahía San Blas. En médanos más hacia el interior pasa a ser arena de granulometría mediana a fina y mayormente solo compuesta por minerales livianos.
Acuífero costero
Todo el sistema se constituye en un enorme captador de las precipitaciones, y en conjunción con los aportes de la llanura continental inmediata, determinan el comportamiento hidrodinámico e hidroquímico de lo que se conoce como “acuífero costero”, compuesto por aguas subterráneas de alta potabilidad, del cual dependen para su provisión muchas de las ciudades balnearias. Este acuífero de agua dulce se localiza en un manto arenoso, generalmente con un espesor variable de entre 5 y 18 m, el cual está limitado por 2 interfases: hacia el mar “agua dulce-agua salada” y hacia el continente “agua dulce-agua salobre”. La recarga del sistema hidrogeológico se genera por las abundantes precipitaciones, las que percolan de inmediato en la estructura hiperporosa del sustrato. y tiene más de 1000 años

### Clima
La sección septentrional u oriental posee el tipo climático Pampeano marítimo, mesotermal subhúmedo- húmedo. En la zona que rodea a Mar del Plata se encuentra el clima Marítimo cálido. Siguiendo hacia el sur, en el primer tramo de la sección austral vuelve a presentarse el Pampeano marítimo hasta más allá de Necochea, mientras que a partir del balneario Orense pasa al clima Pampeano típico, mesotermal subhúmedo-seco.
El clima térmico en general es templado. Las temperaturas medias anuales varían desde cerca 
de 14 °C hasta 15,5 °C.
El promedio del mes más cálido (enero) es de 20 a 22 °C mientras que el del mes más frío (julio) es de 7 a 8 °C.
La región que tiene su eje en la ciudad de Mar del Plata constituye un área que penetra en el mar costero, por lo que la humedad ambiental es mayor, así como la influencia estabilizadora en las temperaturas, lo que produce veranos más suaves e inviernos menos rigurosos, con menor amplitud térmica diaria y anual y escasas oscilaciones interanuales.
La modificación de los patrones climáticos como consecuencia del actual proceso de cambio climático repercute en la región con un aumento sostenido de las precipitaciones en las últimas décadas.
Las precipitaciones se encuentran distribuidas durante todo el año, aunque son más intensas en las estaciones transicionales. En la sección septentrional van desde algo más de 1000 mm en los médanos del Partido de la Costa hasta 920 mm en Mar del Plata. En la sección austral la aridez es progresivamente mayor al avanzar hacia el sudoeste, partiendo de algo más de 900 mm en el este hasta 613 mm en Bahía Blanca, por lo que en consonancia va elevándose el déficit hídrico. Las heladas invernales ocurren en toda la región, siendo más intensas en los sectores occidentales. La nieve se hace presente muy raramente, con algo más de frecuencia en la zona de Mar del Plata.
Los vientos predominantes son los provenientes del sudoeste-oeste, denominados “Pampero”, y las tormentas que provienen del sudeste, llamadas “sudestadas”.  
Las brisas marinas son fenómenos meteorológicos a escala local que ejercen su influencia sobre el cordón medanoso costero durante todo el año. Ayudan a morigerar las temperaturas extremas, a la vez que transportan microgotas de agua marina desde las rompientes hacia el interior.

## Características biológicas

### Origen y características generales
Los campos de médanos constituyen sistemas ecológicos con características, procesos y componentes propios, diferentes a los de las estepas pampeanas linderas. Su biocenosis está integrada por elementos de la estepa pampeana típica, de las franjas arenosas costeras Uruguayas (de la ecorregión de restingas del litoral Atlántico) y especialmente en la barrera austral, de los arenales del centro del país distribuidos en el occidente de Buenos Aires, La Pampa, San Luis y sur de  Córdoba.
Se reconocen relaciones también con los cordones serranos bonaerenses de Ventania y Tandilia.

### Asignaciones ecorregionales
Ecorregionalmente su superficie emergida pertenece a dos ecorregiones terrestres: pampas húmedas (desde punta Rasa hasta Claromecó) y pampas semiáridas (desde Claromecó hasta el río Negro). 
La totalidad de los cursos fluviales que la atraviesan así como las lagunas y marismas situadas en los espacios interdunícolas se insertan en la ecorregión de agua dulce drenajes bonaerenses.

### Fauna

#### Mamíferos
De las especies mastozoológicas que en estos medanales antaño eran comunes varias de ellas se encuentran hoy extintas o muy amenazadas, por ejemplo el yaguareté austral (Panthera onca palustris) —hoy extinto en todo el centro y sur del país—, el puma pampeano (Puma concolor cabrerae) —extinto por mucho tiempo en el cordón medanoso pero ahora recolonizándolo activamente—, el guanaco austral (Lama guanicoe guanicoe) —también extinto en la zona de médanos—, la mara —extinta en toda la franja de médanos—, la vizcacha (Lagostomus maximus) —extinta en la franja dunícola salvo el sector más occidental—, etc. Una mención especial merece el venado de las pampas argentinas (Ozotoceros bezoarticus celer), subespecie otrora abundante en todo el cordón de médanos, hoy totalmente extinto en este ecosistema. Los últimos venados de los médanos vivieron en la zona del faro Punta Médanos, a comienzos de la década de 1980.
Otros mamíferos destacados son el gato montés (Leopardus geoffroyi), el gato de los pajonales (Leopardus pajeros), el cuis pampeano (Cavia aperea pamparum), el zorro gris pampeano (Lycalopex gymnocercus), la mulita pampeana (Dasypus hybridus), el peludo (Chaetophractus villosus), el pichiciego (Chlamyphorus truncatus) —relictual en los médanos de Monte Hermoso—, el piche patagónico (Zaedyus pichiy ), —relictual en los médanos de Claromecó—, el zorrino (Conepatus chinga), el hurón mediano (Galictis cuja), los marsupiales colicorto pampeano (Monodelphis dimidiata) y las comadrejas colorada (Lutreolina crassicaudata) y overa (Didelphis albiventris), varias especies de quirópteros, siendo el más común el murciélago cola de ratón (Tadarida brasiliensis), la nutria roedora (Myocastor coypus), el carpincho (Hydrochoerus hydrochaeris), roedores pequeños, etc.
El mamífero más emblemático posiblemente es el tuco tuco de las dunas (Ctenomys australis), endémico del cordón de dunas bonaerense, específicamente del primer cordón o frontal, roedor que es acompañado en el segundo y tercer cordón dunícola por otro taxón endémico, la subespecie del tuco-tuco del talar Ctenomys talarum recessus.

#### Aves

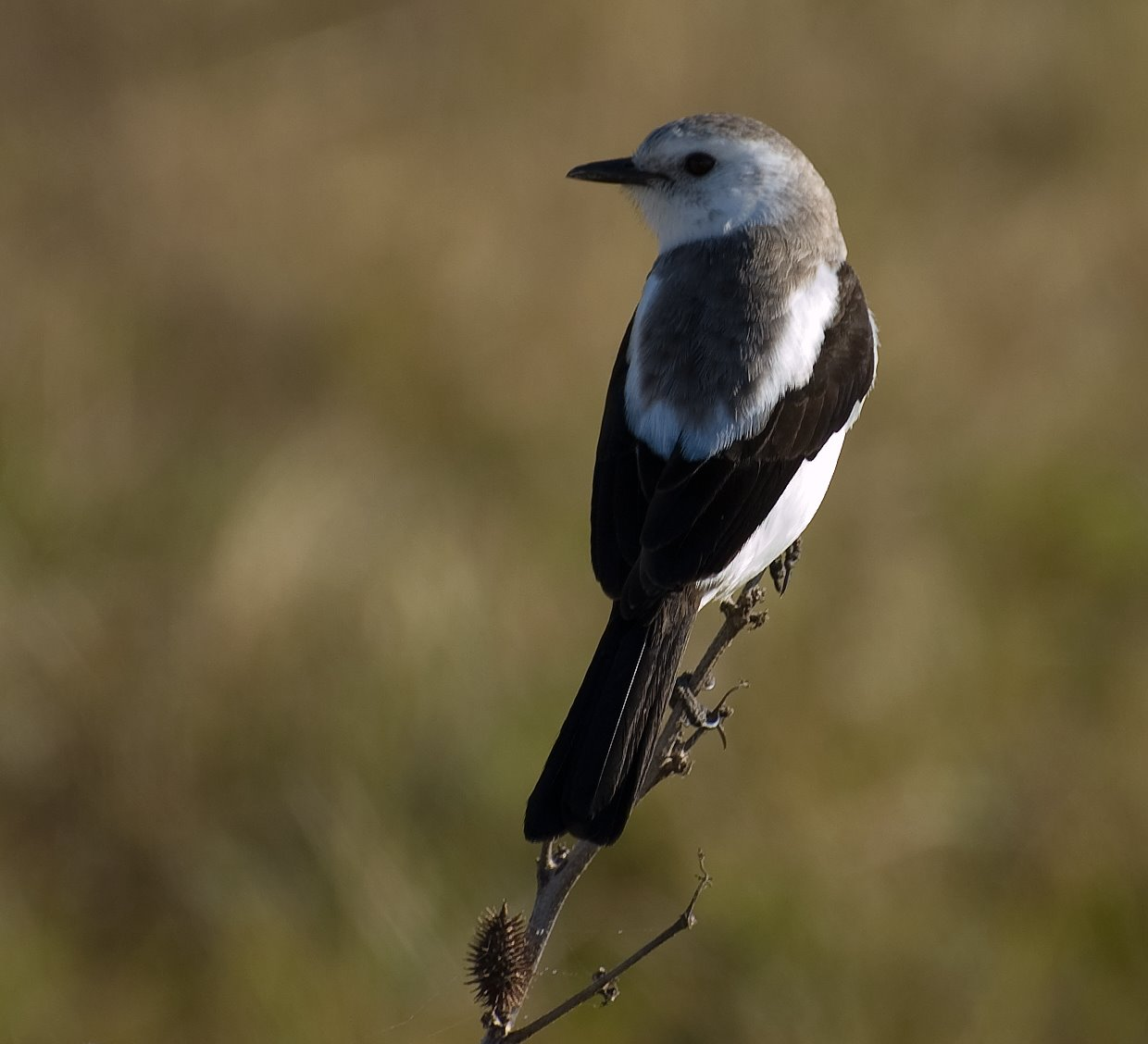
La amenazada monjita dominicana (Xolmis dominicanus), es un pájaro que mantiene las últimas poblaciones bonaerenses en los cortaderales ubicados entre las dunas costeras.

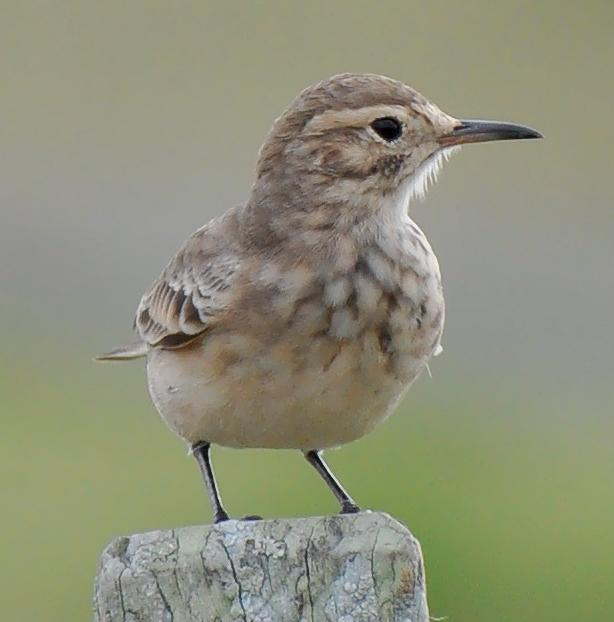
La caminera común es un pájaro característico de los médanos costeros.

Las aves pampeanas encuentran en los pastizales de los médanos un hábitat adecuado donde sobrevivir a la destrucción perpetrada en la llanura por la agricultura y la ganadería intensiva.
Entre las especies ornitológicas características, las poblaciones de muchos taxones que habitaban en estas dunas se encuentran extintas o muy amenazadas, por ejemplo la loica pampeana (Sturnella defilippii) —otrora abundante hoy muy rara y solo en los médanos más occidentales—, el ñandú (Rhea americana) —cada vez más raro—, el cauquén colorado (Chloephaga rubidiceps) —visitante invernal seriamente amenazado—, la martineta colorada (Rhynchotus rufescens) —recuperándose—, la martineta copetona (Eudromia elegans) —recuperándose—, y la perdiz chica (Nothura maculosa) —afectada por agroquímicos—.
Entre las aves más espectables se encuentran el loro barranquero patagónico —antiguamente abundante, hoy nidifica solo en las barrancas de los ríos más occidentales—, varias rapaces como el águila mora, el carancho, el chimango, el milano blanco y el halcón peregrino; la lechucita de las vizcacheras, el lechuzón de campo, etc. 
También pájaros pequeños, como la caminera común (característica de los médanos), la calandria grande, la calandria mora, la bandurrita común —las dos últimas en invierno—, la tijereta, el pico de plata, el misto, los cachilos ceja amarilla y canela, el espinero pecho manchado —los 2 últimos solo en la barrera medanosa oriental—, el espartillero pampeano, el espartillero enano, el curutié ocráceo, el verdón, el dragón o pecho amarillo, la ratona aperdizada, las cachirlas común y de uña corta, el pico de plata, el chingolo, la loica común, el pecho colorado, etc.
Los pastizales arenosos son un refugio para las bandadas de chorlos migratorios, entre los cuales se encuentran el chorlo cabezón, el chorlito doble collar, el chorlo pampa, el playerito canela, el playerito rabadilla blanca, etc.
Posiblemente el ave emblemática de los cordones medanosos bonaerenses sea la monjita dominicana (Xolmis dominicanus), un pájaro de atractivo colorido el que hace un siglo era abundante y pasó a ser muy raro, desapareciendo en casi toda su distribución austral, manteniendo en los médanos situados entre Mar Chiquita y el partido de Villa Gesell las últimas poblaciones de la provincia y las más australes del mundo.

#### Anfibios

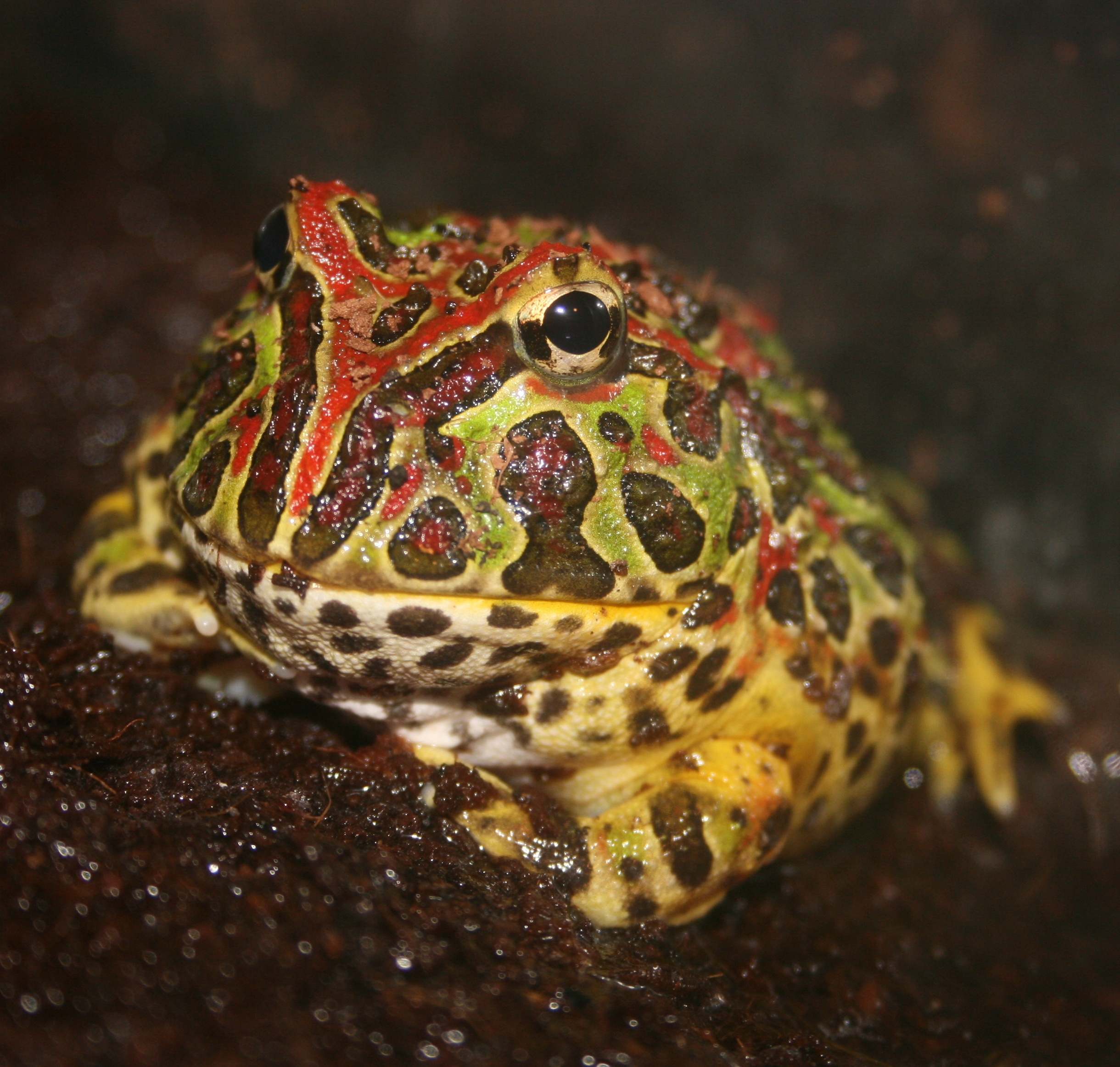
El amenazado escuerzo común (Ceratophrys ornata) es un anfibio que mantiene poblaciones en los humedales ubicados entre las dunas bonaerenses.

Los cordones medanosos no poseen anfibios endémicos, pero sí buenas poblaciones de los que habitan en la llanura pampeana, por ejemplo el amenazado escuerzo común (Ceratophrys ornata). En la barrera dunícola austral penetra desde el oeste el escuercito occidental (Odontophrynus occidentalis).

#### Reptiles
Las dunas bonaerenses presentan variados biotopos que aún mantienen sectores poco alterados, por lo que los reptiles han encontrado allí un ambiente adecuado para sobrevivir a la enorme transformación ambiental que sufre la llanura pampeana siendo reconvertida a emprendimientos de agricultura o ganadería intensiva. Entre los reptiles se encuentran numerosos ofidios contando con la presencia de algunos peligrosos para el ser humano, como las yararáes grande y ñata, esta última solo en la barrera dunícola austral.
Pero lo reptiles más conspicuos son las lagartijas, las que encuentran en los biotopos psamófitos, áridos y soleados un ambiente ideal. Destacan la lagartija espinosa Stenocercus pectinatus y varias especies del género Liolaemus, como la lagartija de Darwin (Liolaemus darwinii), la lagartija grácil (Liolaemus gracilis) —ambas solo en la barrera dunícola austral—, la lagartija de la arena (Liolaemus wiegmannii) y especialmente un endemismo de estos cordones dunícolas, la lagartija de las dunas (Liolaemus multimaculatus).

#### Invertebrados
Si bien aún falta prospectar más intensamente, presentan abundancia de singularidades, entre otros, en escarabajos, arañas y escorpiones. Entre estos últimos se destacan ocasionales hallazgos de Brachistosternus pentheri y Bothriurus prospicuus, especies exclusivas en la provincia de este ecosistema como Brachistosternus multidentatus y endemismos como Vachonia martinezi. Abundan los escarabajos que dejan sus huellas sobre la arena suelta; entre estos destaca el “torito” (Diloboderus abderus), llamado así por el "cuerno que muestra el macho en su cabeza.
La lepidopterofauna del biotopo, al conservar aún porciones no alteradas de los pastizales prístinos, mantiene muchas especies que ya se han vuelto raras en las zonas pampeanas más transformadas. Destaca la abundancia del hada del cortaderal (Heliconisa pagenstecheri), una polilla de hábitos netamente diurnos con una envergadura de alas que sobrepasa los 10 cm, estas son transparentes en los machos y pardo rojizas en las hembras. Sus larvas se alimentan de la “cortadera”, “cola de zorro” o “plumerillo” (Cortaderia selloana).

### Flora

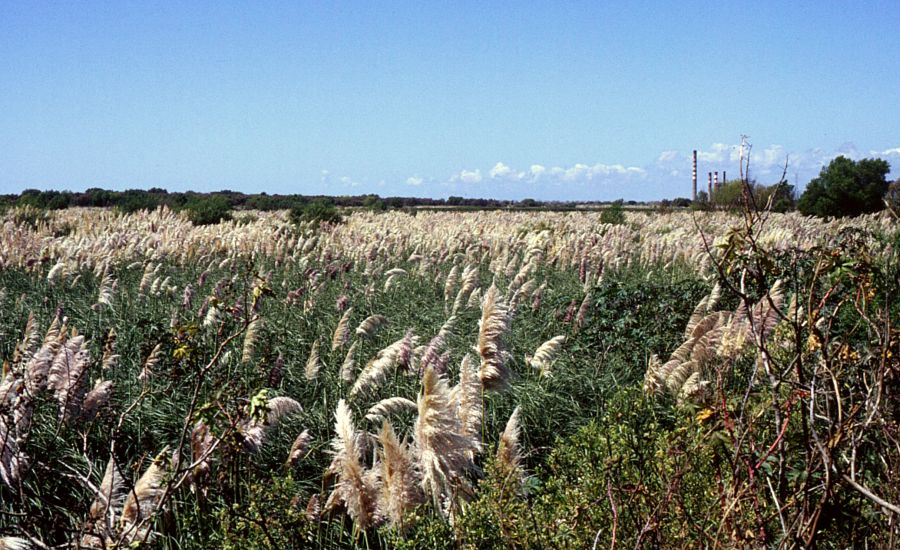
La cortadera pampeana (Cortaderia selloana) es una gramínea característica de las áreas húmedas entre los cordones de dunas de este ecosistema.

#### Fitogeografía
Fitogeográficamente lla barrera de dunas oriental está adscripta al distrito fitogeográfico pampeano oriental mientras que la barrera austral se sitúa en el pampeano austral; ambos pertenecen a la provincia fitogeográfica pampeana, una de las secciones en que se divide el dominio fitogeográfico chaqueño, la que cubre las llanuras orientales del Cono Sur americano. Ambas barreras fueron también denominadas “subdistrito fitogeográfico pampeano sammofítico”.
Las comunidades dunícolas costeras bonaerenses se nutren de muchas de las especies de la llanura pampeana inmediata, con la cual contacta por cerca de 600 km, sin barreras geográficas que impidan el flujo de organismos. Algunas especies, en especial en la barrera medanosa oriental, son compartidas con las dunas uruguayas y del sur de Brasil. En el extremo sudoeste, las dunas reciben la presencia de especies del espinal y del monte, las cuales incluso llegan a dominar en los médanos. A estos 3 grandes aportes se amalgaman especies endémicas, es decir exclusivas de estas dunas, las cuales han evolucionado en una íntima asociación con el ecosistema arenoso litoral.

#### Comunidades florísticas
Los ambientes dunícolas litorales son ecosistemas complejos con elevadas variaciones internas y extensas zonaciones de las comunidades florísticas en función de la distancia a la línea de costa.
La vegetación presenta una amplia variedad de ambientes en razón de que la zona exhibe un paisaje muy variado, el que incluye dunas activas y fósiles, dunas vegetadas bajas y altas que alternan con bajos interdunales y cuerpos de agua temporarios, más la combinación de factores abióticos como la disponibilidad de nutrientes y de humedad edáfica, la humedad ambiental, la incidencia de los vientos, el tipo y la estabilidad del sustrato (la movilidad de la arena), la distancia al mar, la salinidad, la incidencia local de las brumas marinas, etc. son determinantes en el establecimiento y supervivencia de las comunidades vegetales.
Todas las comunidades florísticas de los cordones dunícolas pueden ser categorizadas como edáficas o serales: estepas sammófilas, estepas halófitas, juncales, etc. Esto es así porque las mismas son dependientes del suelo local.
Dunas vivas
Las dunas vivas ofrecen el más dificultoso biotopo para la vida en este ecosistema. Los animales que allí viven tienen pocos lugares para esconderse del sol y de sus predadores (por lo que muchos de ellos “nadan” bajo la arena), y las plantas constantemente son tapadas por la arena que se mueve con el viento o, por el contrario, son destapadas por este, por lo que sus raíces corren el riesgo de quedar completamente al aire. Además, las escasas sustancias nutritivas que posee la arena, la exposición carente de reparos al constante viento, la elevada radiación solar y la falta de retención de la humedad en el perfil superior, generan en conjunto un ambiente hostil para la vida. Son escasas las especies florísticas que logra sobrevivir en este complicado hábitat. Una es el esparto de los médanos, una gramínea de porte vigoroso que cumple un rol clave en el ecosistema, ya que es la única que logra vivir en los sectores altos de la playa, donde es inundada con agua salada por las mareas extraordinarias. En las bases de sus matas quedan retenidos los granos de arena que el viento reseca y luego empuja hacia el interior, por lo que es indispensable para elevar la altura de las playas. 
Otra especie destacada es el pasto dibujante o tupe, el cual tolera (en posiciones ya más elevadas) las condiciones extremas que imperan en las dunas frontales, gracias a sus larguísimas raíces y rizomas, formando de este modo una intrincada red que logra retener la arena, lo que desencadena los procesos de formación de montículos.
Son acompañadas por una robusta gramínea, el junquillo (Sporobolus rigens), y por la hierba carnosa calicera (Calycera crassifolia).
Dunas semifijas
Cuando las dunas vivas comienzan a ser retenidas por la vegetación pionera se crean las condiciones para permitir el crecimiento de especies no tan rústicas, en un biotopo denominado dunas semifijas. Estas aún presentan arena expuesta y suelta y los vientos continúan alterándolas, pero en menor medida. Allí habitan entre otras la margarita de los médanos, la poligala y el junco blanco, junco de copo o algodonillo de los médanos (Androtrichum trigynum), especies características de la barrera oriental.
Especies extendidas por ambas barreras en este ambiente son el suncho (Tessaria absinthioides), la marcela hembra, el 
don Diego de noche, el plumerillo negro, etc. Entre las limitadas a las dunas semifijas de la barrera austral destacan el senecio de las dunas (endémico de las dunas costeras desde el sur de Buenos Aires hasta Chubut) y especialmente Un caso excepcional lo constituye el neosparto, que en las dunas costeras solo habita de manera relictual en los alrededores de Pehuen
Có. Cada ejemplar crece separado de otros por espacios con arena suelta. Con sus ramas construye una enorme estructura aérea que retiene la arena que vuela, creando así nuevas dunas.
Estepas sammófilas sobre dunas fósiles
Se presentan en zonas arenosas más alejadas de la costa, así como también en dunas fijas o fósiles. Con grandes variaciones en relación con las especies dominantes se encuentran: Poa lanuginosa, tupe (Panicum urvilleanum), Adesmia incana, Androtrichum trigynum, suncho (Tessaria absinthioides), el olivillo (Hyalis argentea), varilla de oro (Solidago chilensis), Sporobolus rigens, Senecio bergii, Senecio quequensis, Calycera crassifolia, Neosparton ephedroides, Aristida spegazzinii, Schizachyrium spicatum, Baccharis divaricata, Achyrocline satureioides, Imperata brasiliensis, Polypogon imberbis, Oenothera mollisima, Glycyrrhiza astragalina, etc. Ya próximas a los suelos loésicos del interior se hace presente el flechillar de Stipa papposa y Nassella neesiana.
Unquillares
Se presentan en zonas intermedanosas semi inundables por aguas salobres, donde se depositan sedimentos finos. En estas comunidades halófilas la especie dominante es el hunco (Juncus acutus), el que es acompañado por duraznillares (Solanum glaucophyllum), y variadas especies herbáceas de porte bajo y hojas carnosas, como el  heliotropo, el jume, la verdolaga, etc.
Espartillales
Se presentan en zonas inundables por aguas salobres. Las especies dominantes son el espartillo (Spartina densiflora), acompañado por Scirpus paludosus, etc. Entre los espartos crecen algunos Juncus acutus y praderas saladas de pelo de chancho (Distichlis scoparia y D. spicata).
Cortaderales
Se presentan en zonas húmedas o temporalmente inundables de agua dulce. La especie dominante es la cortadera pampeana o plumerillo (Cortaderia selloana), una elevada gramínea que representa la planta emblemática de los cordones de médanos; es muy importante como biotopo para la nidificación de aves de las dunas y refugio para los reptiles, anfibios y mamíferos. Es acompañada por junco negro (Juncus tenuis), el chajapé (Imperata brasiliensis), etc.
Humedales interdunícolas
En valles interdunícolas los cortaderales pueden presentar un sector central de suelos aún más bajos, los que son demasiado húmedos para las cortaderas; en ellos se encuentran totorales (Typha latifolia), Juncus tenuis, Eleocharis macrostachya, Schoenoplectus acutus, juncales (Schoenoplectus californicus), etc. En la arena húmeda de sus márgenes crecen abundantes paragüitas o redonditas, serruchetas, la orquídea Habenaria gourlieana y la cola de caballo.
Arbustales
En los cordones medanosos fósiles, no afectados por el fuego, también hay matorrales de arbustos de 2,5 a 3 metros de altura. Esto es una de las mayores diferencias con la estepa pampeana típica, totalmente carente de leñosas. En estos médanos los arbustales son dominados por la brusquilla, acompañada por Cenchrus pauciflorus. En el área occidental de la barrera austral ingresan elementos leñosos provenientes del oeste,entre los cuales se encuentran el molle blanco, el romerillo amarillo, Margyricarpus pinnatus, el llantén peludo, el cabello de ángel (una enredadera), el solupe, el alpataco,
el llaollín, etc. 
Especies exóticas
Son numerosas las especies vegetales exóticas que han invadido las áreas naturales de este sistema dunícola costero. Entre las principales se encuentran: la melilota blanca (Melilotus albus), la cola de conejo (Lagurus ovatus), la oruga de mar (Cakile marítima), los arbóreos tamariscos (Tamarix gallica), la uña de gato (Carpobrotus edulis), etc.

## Conservación
El cordón de dunas bonaerense y sus sistemas de alimentación y transporte de las arenas litorales formadores del equilibrio “playa-médano”, han constituido un sistema ecológico que se ha mantenido estable en el tiempo, el cual durante los primeros cientos de años de colonización occidental fue poco perturbado. Esto comenzó a alterarse con el moderno desarrollo humano del área marítima costera, el cual se realizó sin una mínima planificación, provocando en consecuencia que se rompiese el balance sedimentario además de serios desórdenes en los procesos biológicos.
Las agresiones al ecosistema fueron múltiples. Las primeras acciones constituyeron la forestación de las dunas mediante la plantación de millones de álamos, eucaliptos y acacias australianas, tamariscos africanos y especialmente pinos; todas las especies utilizadas no eran nativas de Sudamérica. 
El objetivo es el fijar las dunas, como paso previo a un desarrollo urbanístico.
Muchas de estas especies se han adaptado muy bien a la región, volviéndose rápidamente invasoras y desplazando a las plantas y animales autóctonos de los médanos.
Esto fue el puntapié para el asentamiento humano para transformar la región en un potente destino turístico estival. El poblamiento humano trajo aparejado nuevos factores perturbadores. Las propias construcciones humanas se hicieron a expensas de las arenas locales, mediante una sistemática extracción que aún hoy está lejos de detenerse. 
Los edificios y la forestación cambiaron por completo la circulación de las arenas, haciendo que esas alteraciones constituyeran barreras a las brisas marinas impidiendo la correcta deposición de las arenas litorales (incluso anulando la posibilidad de las mismas al eliminar la primera cadena de dunas vivas) por lo que cada gran sudestada retiraba lo poco que aún quedaba. Como resultado de este proceso erosivo y quiebre del equilibrio natural, ciertas localidades han terminado sin playa, por lo que cada pleamar las cubre por completo y en las tormentas las olas derrumbas las edificaciones más próximas a la costa.
Las obras destinadas a la protección costera (como los espigones y escolleras) más que una solución han sido un agravante del problema ya que cortan la deriva natural reteniendo así la arena en sus lados australes impidiendo que nutra a las playas y localidades situadas más al norte.
En las últimas décadas del siglo XX y lo que va del siglo XXI, el modelaje antropogénico de la región se ha intensificado de manera significativa. Se evidencia por la fijación de los médanos vivos remanentes, la ampliación de las áreas forestadas, la urbanización explosiva, la multiplicación de los eventos de incendios, el drenaje de los humedales, la escasez o contaminación del acuífero local producto del consumo por la creciente urbanización, la proliferación de plantas exóticas asilvestradas que escapan de los jardines o de las arborizaciones, las acciones de perros y gatos domésticos liberados o poco controlados por sus dueños, la construcción de caminos y rutas, la caza mediante galgos, armas de fuego o tramperas para aves canoras, la destrucción provocada por los vehículos de doble tracción, los cuatriciclos y las motos todoterreno que buscan “montar dunas”, etc. En razón de lo blando del sustrato arenoso, las ruedas de estos vehículos poseen un alto poder erosivo sobre la vegetación nativa.
No ayuda la muy extendida percepción errónea en la población (tanto local como veraneantes) de concebir a los sistemas de médanos costeros asimilándolos a “desiertos”, bajo el estereotipo imaginario que unifica a ambos como “amontonamientos de arena”, inútiles, sin vida. De allí hay un paso a pensar que cualquier daño que se les haga no acarrearía riesgos naturales importantes. 
Todo esto conlleva a colocar al ecosistema dunícola costero bonaerense, de por sí sumamente frágil, en una situación de elevada vulnerabilidad.
Ya en el siglo XXI comenzaron obras para mitigar o incluso restaurar algunos de los daños. Se destacan la construcción de pasarelas costeras sobre pilotes sobre elevados (en vez de las tradicionales obras de cemento) los que permiten la circulación de la arena por debajo de los mismos. Otro de los métodos eficaces es el “enquinchado”, mediante el cual se colocan paquetes de ramas en los
sectores altos de la playa o en la línea del pie de dunas, con el objetivo de que estos intercepten los vientos que transportan arena, atrapando a esta y forzando a que se deposite allí. Con este método se ha restaurado o incluso recreado la neoformación de la duna frontal y la recuperación de la playa distal.

### Áreas protegidas
A pesar de lo extenso de estos cordones, son relativamente pocas las áreas protegidas que custodian porciones poco alteradas. Lamentablemente, su protección no es efectiva ya que la mayoría no cuenta con servicio de guardaparques en su interior, lo que las convierte en zonas en situación de vulnerabilidad donde suele regir el “vale todo”. Estas son las ya creadas, ordenadas de norte a sur.
Reserva Punta Rasa
El área del Partido de La Costa que se extiende entre los barrios norteños de San Clemente del Tuyú y el extremo norte del cabo San Antonio —en la unión de la bahía de Samborombón (Río de la Plata) con el mar Argentino —, constituye una reserva biológica municipal de 520 ha, en la que se resguarda la porción más septentrional del ecosistema dunícola bonaerense, el cual aquí se encuentra en buen estado de conservación. En su interior se emplaza el área del Faro San Antonio. 
Reserva dunícola Faro Querandí
Con una superficie de 5570 ha, se localiza al sur del partido de Villa Gesell, rodeando al Faro Querandí.
Reserva natural militar Campo Mar Chiquita
Es una de las áreas protegidas desarrolladas en terrenos militares de la Argentina. Está ubicada  en el sector norte del partido de Mar Chiquita, entre la costa marina y la laguna de Mar Chiquita, una laguna costera o albufera declarada reserva mundial de biosfera por la Unesco. La superficie protegida es de 1700 ha.
Reserva natural Puerto Mar del Plata
Esta es una reserva urbana de la ciudad de Mar del Plata, situada junto al puerto homónimo. Entre la laguna central y la playa marina presenta comunidades dunícolas relictuales, en la zona de transición entre la barrera oriental y la austral. 
Reserva Arroyo Zabala
Esta área protegida es compartida por los partidos de Necochea y San C
Reserva ecológica Albufera Balneario Reta
http://www.balnearioreta.com/masleidas/vn.asp?n=89
Reserva natural costero marina Arroyo Los Gauchos
Esta área protegida proyectada se localiza en el partido de Coronel Dorrego, lindando al oeste con el partido de Monte Hermoso. Su superficie propuesta es de 5991 ha.
Reserva natural Pehuen-Có - Monte Hermoso
Es un área natural protegida provincial ubicada entre los partidos de Coronel Rosales y Monte Hermoso. Su superficie es de 2000 ha.
Reserva natural de la defensa Baterías – Charles Darwin
Es una de las áreas protegidas desarrolladas en terrenos militares de la Argentina. Está ubicada al sudoeste de la provincia de Buenos Aires, en el partido de Coronel de Marina Leonardo Rosales. Su superficie es de 1000 ha.